# 봉덕동
봉덕동(鳳德洞)은 대한민국 대구광역시 남구의 법정동이다.

## 지명
본래는 대구부 수성현 하수서면의 지역이었다. 1914년의 행정구역 통폐합에 따라 봉산동과 덕산동을 병합하여 봉덕동이라 하고, 달성군 수성면에 편입시켰다. 1918년 지방행정구역 변경에 따라 대구부에 편입되는 동시에 일부를 떼어 대봉동에 넘겨 주었다. 이 곳은 큰 골의 동편으로 앞산공원의 일부와 고산골, 화교학교, 봉덕시장, 남구청 등이 있다. 지난 날에는 앞산 밑에 이 부근에서 으뜸가는 마을로 삼정골이 있었고, 용두동 부근에는 용두산과 토성이 있었다. 큰 골의 동편에는 대명동의 서괘진과 산록부에 나란히 동괘진이란 마을이 있었다. 앞산공원 깊숙이 들어서면 은적사가 있고, 안지랑이골의 안일암과 함께 고려 왕조를 창건한 왕건의 이야기가 전해지고 있다. 봉덕동은 3개로 구분되어 1,2,3동이 있으며, 봉덕1동 부근은 1929년경 대구중학교 동남편 일대에 대구 지역 최초의 능금 과수원이 있었는데, 그 후 인근 경산, 하양 등지로 재배면적을 넓혀 나갔다고 전해진다.

## 교육
- 봉덕초등학교
- 효명초등학교
- 경일여자중학교
- 협성경복중학교
- 경일여자고등학교
- 협성고등학교
- 경북여자상업고등학교

## 교통
- 버스
  - 204번
  - 240번
  - 349번
  - 405번
  - 564번
  - 순환3(-1)번
  - 남구1(-1)번
  - 730번
- 지하철: 영대병원역